# Koenigsegg
Koenigsegg Automotive AB je švédská automobilka vyrábějící automobily s vysokým výkonem, která původně sídlila v městě Olofström, odkud se nejdřív přestěhovala do Margretetorpu, poblíž Ängelholmu.

## Historie a činnost
Společnost založil v roce 1994 Christian von Koenigsegg s cílem vyrábět supersportovní automobily. Automobily měly být dvousedadlové s motorem uprostřed a s pevnou střechou, avšak s použitím technologií z Formule 1. Původním záměrem bylo použít motor jiné automobilky, ale nakonec padlo rozhodnutí vyrábět vlastní.
Christian von Koenigsegg dostal nápad vytvořit vlastní auto již v mládí poté, co viděl film Grand Prix.
Prototyp Koenigsegg CC byl po náročném testování na cestách a v aerodynamickém tunelu představen v roce 1997. Produkční prototyp byl představen veřejnosti a novinářům v roce 2000 na Pařížském autosalonu. První zákazník převzal červený Koenigsegg CC8S v roce 2002 na Ženevském autosalonu, přičemž v tomto roce Koenigsegg vyrobil další čtyři auta. V Asii byl Koenigsegg představen na autosalonu v Soulu. 
V roce 2004 byl v Ženevě představen nový, výkonnější Koenigsegg CCR. Dne 28. února 2005, v 12:08 místního času, vytvořil CCR řízený Lorisem Bicocchim na testovacím okruhu Fiatu Nardò v Itálii nový světový rekord v maximální rychlosti sériově vyráběného auta rychlostí 387,87 km/h, tím překonal rekord dosud neporazitelného McLarenu F1. Tento rekord vydržel do roku 2005, kdy ho překonal automobil Bugatti Veyron rychlostí 407,5 km/h.
CCR a CC8S jsou unikátní hlavně v tom, že umožňují majiteli měnit nastavení vozu podle vlastních potřeb, takže je možné ho ideálně přizpůsobit pro jízdu po běžných silnicích nebo na okruzích.
22. února 2003 úplně vyhořela jedna z továren. Auta, motory, náhradní díly a jiné příslušenství se však podařilo zachránit. Vyšetřováním se zjistilo, že oheň vznikl zkratem ve firemní kuchyni a rozšířil se díky střeše, která byla vyplněná senem. Ještě v ten den se všechen materiál a auta přesunula do nedaleké bývalé základny Švédského letectva poblíž města Ängelholm. Po několika dnech bylo rozhodnuto, že tam zůstanou, dokud se nepodaří obnovit výrobu.
Současný znak značky Koenigsegg je poctou švédské letce, která sídlila právě na této základně.

## Přehled modelů

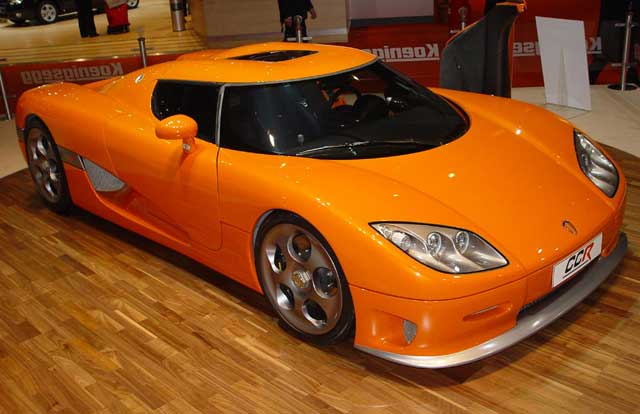
Koenigsegg CCR

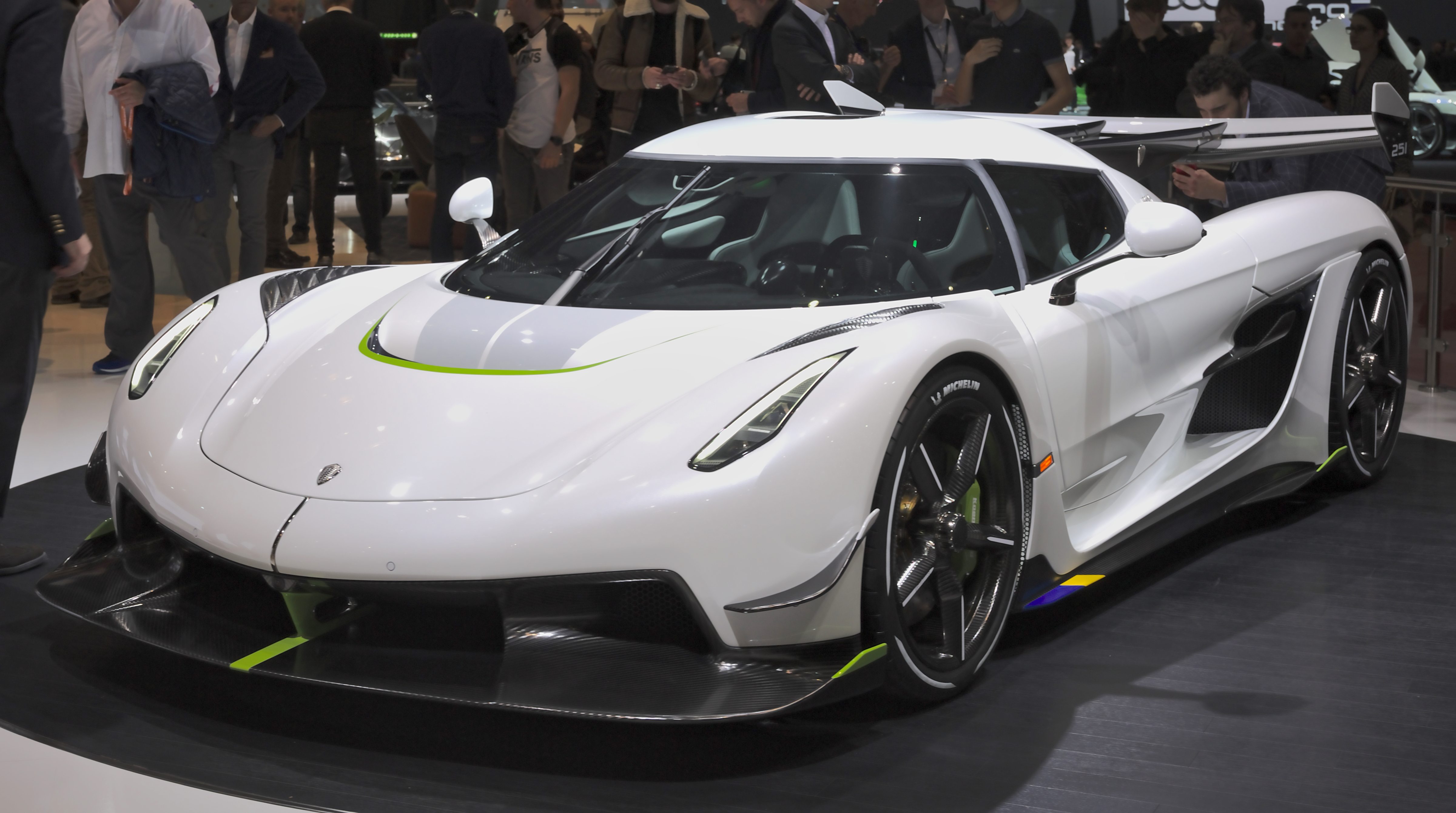
Koenigsegg Jesko

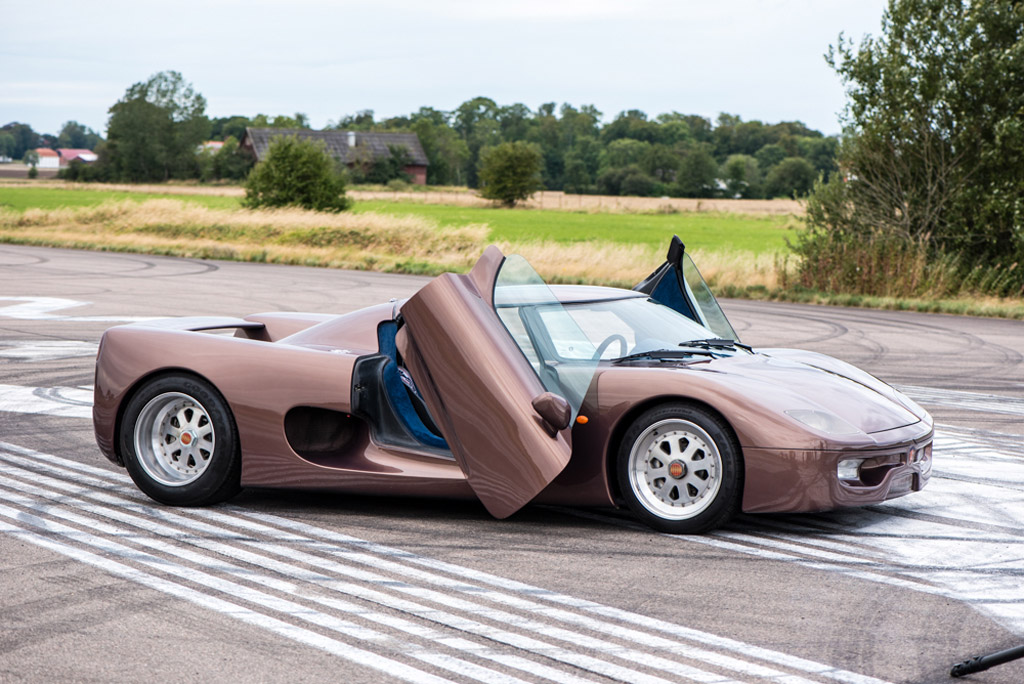
Koenigsegg CC

- CCKoenigsegg CC
- CC8S
- CCGT
- CCR
- CCX
- CCXR
- Trevita
- Agera
- Agera R
- One:1
- Agera RS
- Regera
- Jesko
- Jesko absolut
- Gemera